# Shōgun (powieść)
Shōgun – powieść Jamesa Clavella wydana w 1975 roku, pod względem chronologii wydarzeń stanowiąca pierwszą część jego Azjatyckiej sagi.
Akcja Shōguna rozgrywa się w feudalnej Japonii, na kilka miesięcy przed bitwą pod Sekigaharą, zaś głównymi bohaterami są: angielski marynarz, doświadczony nawigator John Blackthorne, rozbitek z angielsko-holenderskiego żaglowca (postać wzorowana na Williamie Adamsie) i siogun Toranaga (wzorowany na Ieyasu Tokugawie).
W 1980 roku na podstawie powieści powstał pięcioodcinkowy miniserial telewizyjny, który w późniejszym czasie przerobiono na dwugodzinny film kinowy. W rolach głównych wystąpili: Richard Chamberlain, Toshirō Mifune, Yōko Shimada i John Rhys-Davies. W 2024 powieść zaadaptowano na kolejny miniserial, w którym główne role zagrali Hiroyuki Sanada, Cosmo Jarvis i Anna Sawai.
W Polsce powieść po raz pierwszy pojawiła się w 1992 roku nakładem wydawnictwa Iskry. Wydano ją w trzech tomach pod zbiorczym tytułem Shōgun: Powieść o Japonii. W 2006 roku wydawnictwo Vis-à-Vis Etiuda wydało Shōguna jako jeden wolumin, liczący ponad tysiąc stron. Tłumaczami obydwu wydań byli Andrzej i Małgorzata Grabowscy.

## Wymowa słowa „siogun”
Prawidłową wymową słowa japońskiego 将軍 w języku polskim jest „siogun” („sio-” jak w słowie siostra). Przyjęty przed laty zapis „szogun” pochodził z fonetycznego zapisu w języku angielskim „shogun”. Wikipedia używa transkrypcji Hepburna i zgodnie z nią, prawidłowy zapis jest „shōgun”, gdzie „ō” oznacza długą samogłoskę „o”.